# Yumi Arai 1972-1976
『Yumi Arai 1972-1976』は、松任谷由実（ユーミン）の荒井由実時代のCD-BOX。2004年2月18日に東芝EMIからリリースされた。全収録アルバムがバーニーグランドマンのリマスターとされている。

## 解説
- 荒井由実としてリリースされたオリジナルアルバム『ひこうき雲』（1枚目）〜『14番目の月』（4枚目）と当時発売された7枚のシングルを1枚にまとめたCD、そして非常に貴重な「紙ヒコーキ」のプロモーションビデオを収録したDVDを入れたボックス。
- 初期に生産されたものには、印刷ミスによりDISC5の2曲目が「海と空の輝きに向けて」という誤植があったため、後に製品の回収と交換が行われた。ちなみに、この誤植は初出のシングルにもある。
- 松任谷時代のアルバムの一部は、本作発売より5年ほど早く「Yumi Matsutoya 1978-1989」としてCD-BOXが発売されていた。
- ライブDVDの「YUMING SPECTACLE SHANGRILA II」も本作と同時発売された。
- 2004年秋に放送されたドラマ『あの日にかえりたい。〜東京キャンティ物語〜』の中でも、本作が登場するシーンがある。
- 初回生産限定盤ではあるが現在も新品での購入は可能である。また、中古市場ではバラ売りで販売されているケースもある。

## 収録内容
| 全作詞・作曲: 荒井由実、全編曲: 荒井由実、キャラメル・ママ。 |                                         |          |            |
| #                                                            | タイトル                                | 作詞     | 作曲・編曲 |
| 1.                                                           | 「ひこうき雲」                          | 荒井由実 | 荒井由実   |
| 2.                                                           | 「曇り空」                              | 荒井由実 | 荒井由実   |
| 3.                                                           | 「恋のスーパー・パラシューター」        | 荒井由実 | 荒井由実   |
| 4.                                                           | 「空と海の輝きに向けて」(album version) | 荒井由実 | 荒井由実   |
| 5.                                                           | 「きっと言える」                        | 荒井由実 | 荒井由実   |
| 6.                                                           | 「ベルベット・イースター」              | 荒井由実 | 荒井由実   |
| 7.                                                           | 「紙ヒコーキ」                          | 荒井由実 | 荒井由実   |
| 8.                                                           | 「雨の街を」                            | 荒井由実 | 荒井由実   |
| 9.                                                           | 「返事はいらない」(album version)       | 荒井由実 | 荒井由実   |
| 10.                                                          | 「そのまま」                            | 荒井由実 | 荒井由実   |
| 11.                                                          | 「ひこうき雲」(short version)           | 荒井由実 | 荒井由実   |

| 全作詞・作曲: 荒井由実、全編曲: 松任谷正隆。 |                                           |          |            |
| #                                            | タイトル                                  | 作詞     | 作曲・編曲 |
| 1.                                           | 「生まれた街で」                          | 荒井由実 | 荒井由実   |
| 2.                                           | 「瞳を閉じて」                            | 荒井由実 | 荒井由実   |
| 3.                                           | 「やさしさに包まれたなら」(album version) | 荒井由実 | 荒井由実   |
| 4.                                           | 「海を見ていた午後」                      | 荒井由実 | 荒井由実   |
| 5.                                           | 「12月の雨」                              | 荒井由実 | 荒井由実   |
| 6.                                           | 「あなただけのもの」                      | 荒井由実 | 荒井由実   |
| 7.                                           | 「魔法の鏡」(album version)               | 荒井由実 | 荒井由実   |
| 8.                                           | 「たぶんあなたはむかえに来ない」          | 荒井由実 | 荒井由実   |
| 9.                                           | 「私のフランソワーズ」                    | 荒井由実 | 荒井由実   |
| 10.                                          | 「旅立つ秋」                              | 荒井由実 | 荒井由実   |

| 全作詞・作曲: 荒井由実、全編曲: 松任谷正隆。 |                        |          |            |
| #                                            | タイトル               | 作詞     | 作曲・編曲 |
| 1.                                           | 「COBALT HOUR」        | 荒井由実 | 荒井由実   |
| 2.                                           | 「卒業写真」           | 荒井由実 | 荒井由実   |
| 3.                                           | 「花紀行」             | 荒井由実 | 荒井由実   |
| 4.                                           | 「何もきかないで」     | 荒井由実 | 荒井由実   |
| 5.                                           | 「ルージュの伝言」     | 荒井由実 | 荒井由実   |
| 6.                                           | 「航海日誌」           | 荒井由実 | 荒井由実   |
| 7.                                           | 「CHINESE SOUP」       | 荒井由実 | 荒井由実   |
| 8.                                           | 「少しだけ片想い」     | 荒井由実 | 荒井由実   |
| 9.                                           | 「雨のステイション」   | 荒井由実 | 荒井由実   |
| 10.                                          | 「アフリカへ行きたい」 | 荒井由実 | 荒井由実   |

| 全作詞・作曲: 荒井由実、全編曲: 松任谷正隆。 |                                        |          |            |
| #                                            | タイトル                               | 作詞     | 作曲・編曲 |
| 1.                                           | 「さざ波」                             | 荒井由実 | 荒井由実   |
| 2.                                           | 「14番目の月」                         | 荒井由実 | 荒井由実   |
| 3.                                           | 「さみしさのゆくえ」                   | 荒井由実 | 荒井由実   |
| 4.                                           | 「朝陽の中で微笑んで」                 | 荒井由実 | 荒井由実   |
| 5.                                           | 「中央フリーウェイ」                   | 荒井由実 | 荒井由実   |
| 6.                                           | 「何もなかったように」                 | 荒井由実 | 荒井由実   |
| 7.                                           | 「天気雨」                             | 荒井由実 | 荒井由実   |
| 8.                                           | 「避暑地の出来事」                     | 荒井由実 | 荒井由実   |
| 9.                                           | 「グッド・ラック・アンド・グッドバイ」 | 荒井由実 | 荒井由実   |
| 10.                                          | 「晩夏 (ひとりの季節)」                | 荒井由実 | 荒井由実   |

| 全作詞・作曲: 荒井由実。 |                             |          |            |                             |
| #                        | タイトル                    | 作詞     | 作曲・編曲 | 編曲                        |
| 1.                       | 「返事はいらない」          | 荒井由実 | 荒井由実   | 荒井由実                    |
| 2.                       | 「空と海の輝きに向けて」    | 荒井由実 | 荒井由実   | 荒井由実                    |
| 3.                       | 「きっと言える」            | 荒井由実 | 荒井由実   | 荒井由実 & キャラメル・ママ |
| 4.                       | 「ひこうき雲」              | 荒井由実 | 荒井由実   | 荒井由実 & キャラメル・ママ |
| 5.                       | 「やさしさに包まれたなら」  | 荒井由実 | 荒井由実   | 松任谷正隆                  |
| 6.                       | 「魔法の鏡」                | 荒井由実 | 荒井由実   | 松任谷正隆                  |
| 7.                       | 「12月の雨」                | 荒井由実 | 荒井由実   | 松任谷正隆                  |
| 8.                       | 「瞳を閉じて」              | 荒井由実 | 荒井由実   | 松任谷正隆                  |
| 9.                       | 「ルージュの伝言」          | 荒井由実 | 荒井由実   | 松任谷正隆                  |
| 10.                      | 「何もきかないで」          | 荒井由実 | 荒井由実   | 松任谷正隆                  |
| 11.                      | 「あの日にかえりたい」      | 荒井由実 | 荒井由実   | 松任谷正隆                  |
| 12.                      | 「少しだけ片想い」          | 荒井由実 | 荒井由実   | 松任谷正隆                  |
| 13.                      | 「翳りゆく部屋」(album mix) | 荒井由実 | 荒井由実   | 松任谷正隆                  |
| 14.                      | 「ベルベット・イースター」  | 荒井由実 | 荒井由実   | 荒井由実 & キャラメル・ママ |

| #  | タイトル                        | 作詞 | 作曲・編曲 |
| -- | ------------------------------- | ---- | ---------- |
| 1. | 「紙ヒコーキ」(Promotion Video) |      |            |